# سیارک ۴۲۴۷
سیارک ۴۲۴۷ (به انگلیسی: 4247 Grahamsmith، نامگذاری:1983WC) چهار هزار و دویست و چهل و هفتمین سیارک کشف شده‌است که در ۲۸ نوامبر ۱۹۸۳ کشف شد.
قدر مطلق سیارک برابر ۱۳٫۱۰ است.